# Имперанън
Имперанън (на фински: Imperanon) е финландска музикална група, принадлежаща към жанра Мелодичен дет метъл.
Барабанистът Яако Нюлунд и китаристът Аско Съртанен сформират Имперанън през есента на 1999 г. Скоро след това Алекси Сихвонен и Еки Нурмикари се присъединяват към Имперанън и групата записва първото си демо Until The End през 2002 г. Имперанън се оказва добре приет благодарение на своите мелодии, смесени с мощни рифове и ритми, типични за мелодичния дет метъл, подобно на групи като Чилдрън ъф Бодъм или Norther. През есента на 2002 г. музикалните различия между Аско Съртанен и останалата част от групата кулминират в раздялата на Аско, така че новия китарист, Теему Мантисаари, заема овакантената позиция.
През 2003 г. издават демото Imperanon, което е завършено през същата година, като оставя не особено положителен отпечатък сред финландските журналисти, които го описват като „неоригинален“. Като оставим коментарите и критиките настрана, групата притежава несъмнени технически умения, които ги карат да събудят вниманието на феновете на мелодичния дет метъл.
В крайна сметка Имперанън сключва договор за запис с водещата независима метъл компания Нюклиър Бласт; подобно на компания от групи като Ин Флеймс, Найтуиш, Чилдрън ъф Бодъм и др.
Stained е дебютният албум на групата, издаден през 2004 г. Общата дължина на албума е 38:24 минути. Има и участието на Леона Ахо в женските вокали, присъстващи в Shadowsouls. Stained обаче не постига голям успех сред местните финландски критици, за които албумът не е извън стандартния канон на предишните Мелодичен дет метъл групи.
След дебютния албум Лаури Коскениеми напуска Имперанън. През лятото на 2004 г. към Имперанън се присъединява Теему Мантисаари. Коскениеми се погрижва да се разделят, защото се посвещава изцяло на другия си проект, Кристъл Блейз.
Накрая, на 20 юли 2007 г., групата публикува изявление чрез MySpace, обявявайки раздялата си и досега никой от членовете не е потвърдил помирението си.

## Музиканти в групата
- Алекси Сихвонен, вокал, ритъм китара (1999 – 2007)
- Теему Мантисаари, водеща китара (2005 – 2007)
- Алекси Вирта, клавир (2005 – 2007)
- Еки Нурмикари, банджо (неизв.)
- Яко „Джеймс“ Нилънд, ударни (1999 – 2007)
- Аки Хопеасаари, бас (неизв. – 2007)
- Яне Чоккинен, китара (1999 – неизв.)
- Лаури Коскениеми, китара (2002 – 2004)

## Дискография
- Until The End (2002, демо)
- Imperanon (2003, демо)
- Stained (2004, LP)
- Demo (2006, демо)